# Cheemasandra, Bangalore South
Cheemasandra là một làng thuộc tehsil Bangalore South, huyện Bangalore Urban, bang Karnataka, Ấn Độ.